# Limu (woreda)
Pour les articles homonymes, voir Limu et Limo.
Limu (aussi transcrit Limo, Lemo, ou Lemmo) est un woreda du centre-sud de l'Éthiopie situé dans la zone Hadiya de la région Éthiopie du Centre.
Ce district essentiellement rural occupe les environs d'Hosaena, il a 118 594 habitants en 2007 et son centre administratif est Lisana.
Il fait partie de la région des nations, nationalités et peuples du Sud jusqu'au transfert de la zone Hadiya dans la région Éthiopie du Centre en août 2023.
Lisana se trouve quelques kilomètres à l'est d'Hosaena,.
La seconde agglomération du district, Belesa, est à moins de 10 km d'Hosaena sur la route en direction d'Addis-Abeba,.
Le district est limitrophe de la zone Silt'e au nord et de la zone Kembata au sud,.
Son territoire s'étend initialement loin vers le nord englobant tout ou partie de ses voisins Mirab et Misraq Azernet Berbere, Ana Lemo et Shashogo ainsi que l'enclave d'Hosaena, mais se réduit à son périmètre actuel, avant le recensement de 2007.
| Misha             | Mirab Azernet Berbere | Ana Lemo |
| Gomibora          | Limu                  | Shashogo |
| Soro              | Doyogena              | Angacha  |
| Enclave : Hosaena |                       |          |

Le recensement national de 2007 fait état pour Limu d'une population de 118 594 habitants dont 2 % de citadins qui sont les 1 253 habitants de Lisana et 796 habitants à Belesa.
La majorité des habitants (74 %) sont protestants, 12 % sont musulmans, 7 % sont orthodoxes et 6 % sont catholiques.
En 2022, sa population est estimée à 157 107 personnes avec une densité de population de 443 personnes par km2 et 354 km2 de superficie,.